# Шуша (игрок в мини-футбол)
Луис Фернандо Коэльо Сайдел (порт. Luis Fernando Coelho Saydel; род. 16 апреля 1986), более известный как Шуша (порт. Xuxa) — бразильский футболист, игрок в мини-футбол.

## Биография
Шуша начинал карьеру в бразильском чемпионате. В 2008 году он выступал за «Банеспу», был одним из лучших бомбардиров команды. Но осенью он покинул Бразилию и вместе с одноклубником Греуто перебрался в российский чемпионат, став игроком «Тюмени». Вскоре он стал одним из лидеров команды и любимцем болельщиков, а в 2010 году помог сибирякам выиграть первые медали чемпионата в их истории. 9 июля 2012 года подписал контракт с клубом «Сибиряк».
В 2010 году Шуша впервые получил вызов в сборную Бразилии. В её составе он принял участие в международном турнире в Китае.

## Достижения
Тюмень
- Серебряный призёр Чемпионата России по мини-футболу (1): 2010

Жоинвили
- Чемпион Бразилии (1): 2017
- Чаша Бразилии (3): 2017, 2022, 2024
- Суперкубок Бразилии (3): 2023
- Чемпион штата Санта-Катарина (1): 2020
- Суперкубок штата Санта-Катарина (2): 2021, 2023

Сборная Бразилии
- Чемпион Южноамериканской лиги (1): 2016